# Dreamfall: The Longest Journey
Dreamfall: The Longest Journey (norsky Drømmefall: Den lengste reisen) je druhé pokračování počítačové hry The Longest Journey. Hra je 3D adventura s prvky akční adventury. Byla vydána v dubnu 2006 norským vývojářem Funcom, scénář napsal Ragnar Tørnquist.
Ve hře se postupně setkáváme se třemi postavami, které můžeme průběžně ovládat – Zoë Castillo, April Ryan a Kian Alvane. Setkáváme se tu také s několika postavami z minulého dílu.
V březnu 2007 Funcom oznámil, že hodlají vydat pokračování hry, tentokrát ale epizodicky pod názvem Dreamfall Chapters.

## Postavy
- Zoë Castillo – snílek, hlavní hrdinka hry
- April Ryan – rebel, původně ze Starku, ztratila však schopnost vrátit se zpátky a zůstala tak v Arcadii, kde nyní bojuje proti Azadům
- Kian Alvane – voják, apoštol, jeden z nejlepších azadských bojovníků, šiřitel víry
- Reza Temiz – novinář, ex-přítel Zoë
- Olivia – kamarádka Zoë, pomáhá ji při hledání Rezy
- Faith – malá holčička, stala se součástí experimentu
- Crow – mluvící havran, společník April, později také pomáhá Zoë
- Damien Cavanaugh – podílel se na vývoji projektu Alchera
- Alvin Peats – šéf WATI-Corpu, který se proměnil v kyborga, aby mohl věčně řídit společnost
- Helena Chang – vědátorka, původně pracovala pro WATI-Corp
- WATI-Corp – japonská společnost vyrábějící hračky

## Změny
Arcadia i Stark se za těch deset let hodně změnily. Marcuria, jedno z měst v Arcadii, byla nakonec zachráněna od útočníků díky Azadům, ti si ale za to město přivlastnili. Přinesli s sebou sice nové technologie a víru, ale zároveň tak potlačili stará práva a víru obyvatel a nikdo se proti tomu nesmí vzpouzet. Přesto se však utvořila skupinka lidí, která se snaží osvobodit od Azadů – jsou to rebelové a do jejich čela se postavila April Ryan.
Ve Starku zase krátce po událostech The Longest Journey došlo ke "Kolapsu". Nikdy nebyl ve hře přesně popsán. Ale z popisu postav a dalších zdrojů nejspíš přestala pracovat veškerá progresivní technologie po několik dní doprovázenými nadnormálními pohromami. Kvůli stoupající kriminalitě bylo založeno OKO (EYE) a Wire, informační síť propojená se všemi elektronickými zařízeními na planetě.

## Děj
Děj hry se odehrává v několika světech. Dva z nich, nejdůležitější, jsou Arcadia – svět magie a kouzel, a Stark – svět technologie, naše Země. Příběh začíná v Casablance, v roce 2219, deset let po The Longest Journey. Seznamujeme se se Zoë Castillo, 20letou dívkou, která nemá matku a žije v Casablance se svým otcem. Jako jediná však v televizi vidí podivné rušení v podobě malé holčičky v zasněžené krajině. Ta mluví přímo k ní: „Zoë, find her. Save her. Save April Ryan.“ („Zoë, najdi ji. Zachraň ji. Zachraň April Ryanovou.“). V té době ji její bývalý přítel Reza požádá o pomoc – je novinář a pracuje na něčem velkém. Potřebuje, aby Zoë donesla do Jivy jistou zásilku pro vědátorku Helenu Changovou. Když tam přijde, pochopí, že je něco špatně – dr. Changová se pomocí kamery snaží dovolat o pomoc a nějací dva neznámí lidé jsou v Jivě a zřejmě něco hledají. Zoë doktorce pomůže, podivní lidé rychle utíkají pryč. Dr. Changová se zde taky nechce moc zdržovat, Zoë ji tedy předá zásilku a jde domů.
Zanedlouho chce navštívit Rezu, jeho byt však najde otevřený, plný nepořádku, s mrtvou ženou uvnitř, která má u obličeje přitisknutý zvláštní přístroj v podobě květiny. Vzápětí tam přijde celá jednotka policie a Zoë je předvedena k výslechu. Ačkoliv je poté propuštěna, Reza je nezvěstný, ona má zákaz opustit město a stále jsou tu navíc ty poruchy s malou holčičkou. Zoë chce na to přijít, a tak tajně uteče z města pomocí své kamarádky Olivie, která jí dá zvláštní program, díky kterému ji OKO nemůže sledovat. Postupně se dostane do Newportu, části Benátek, kde se něco málo dozví o April Ryanové – dívce, která před deseti lety záhadně zmizela a nikdo o ní teď nic neví. Také se dozví, že Reza pracoval na odhalení nového projektu WATI-Corpu, projektu Alchera, jehož cílem bylo vytvořit herní konzoli, která by lidem umožňovala ve spánku snít si, o čem by chtěli. Tento projekt se již chýlí ke konci a brzo bude i v prodeji (na což se celá planeta těší), avšak nikdo netuší, že pomocí tohoto zařízení může WATI-Corp vidět do snů lidí, pamatovat si je a pracovat s nimi. Díky těmto informacím, které Zoë ví, je v ohrožení života, setká se také s Peatsem, šéfem WATI-Corpu. Ten jí také poví, že ať se snaží jakkoliv, do Zoëiných snů nevidí a zajímá ho proč.
Zoë se později také dovídá o Faith, malé holčičce, která jako experiment pro projekt WATI-Corpu zemřela. Za sklem ji zkoumala právě dr. Changová, ta si ji však časem oblíbila, ale její smrti už nemohla zabránit. Duše Faith uvízla v Zimě, podivném bílém světě plném zimy, který částečně odráží prostředí jejích vzpomínek. Zoë se taky dostane do Arcadie, světa kouzel a magie. Setkává se zde s April, ta se však odmítá vrátit do Starku, Zoë se tedy vrací zpátky. Setkává se s Damienem, zaměstnancem WATI-Corpu, s jehož pomocí se pokusí zmařit projekt Alchera, na jehož vývoji se kdysi podílel. Ve hře se objevuje i Kian Alvane, který dostává úkol – má najít rebela, přezdívaného škorpión, a zabít jej. Postupně jak hledá, setká se s April, jejíž řeči a otázky v něm vzbuzují pochybnosti ve své víře. Teprve až potom se dozví, že ona je ta, kterou má zabít. To odmítne, April je zabita a Kian je předveden před soud. Zoë na konci přijíždí domů, kde potkává dr. Changovou. Ta jí vysvětlí Faithinu smrt a poví jí, že Faith narušuje rovnováhu mezi světy. Dá jí tedy „dreamer“, aby mohla Zoë osvobodit Faith ze světa Zimy. Zoë to udělá, Faith odejde, avšak před probuzením Changová řekne, že se Zoë už nesmí nikdy probudit, podá jí uspávací drogu Morpheus a Zoë upadá do kómatu.

## Hudba
Většinu ze soundtracků ke hře složil Leon Willett, který se k výrobnímu týmu přidal v posledním roce vývoje hry. Willett strávil deset měsíců psaním not s největším odhodláním, aby vytvořil hudbu, která by odrážela a přilnula k odlišným prostředím hry.
V srpnu 2006 byl vydán Dreamfall: The Longest Journey Original Soundtrack. Obsahuje původní orchestrální hudbu složenou pro tuto hru, a to nejen od Leona Willetta, ale také i trochu od Simona Poola, Ingvilda Hasunda a Mortena Sørlieho. Dohromady má tedy album dvacet dva písní. Album bylo nominováno na 2006 MTV Video Music Awards v kategorii Nejlepší soundtrack ke hře, náhle však prohrála proti The Elder Scrolls IV: Oblivion.

## Hodnocení
- 9 z 10 - Hrej.cz
- 74 % - Bonusweb.cz
- 79% - SCORE
- 70% - Level